# Persone di cognome Bruni
| Questa pagina contiene informazioni ricavate automaticamente dalle voci biografiche con l'ausilio del template Bio e di un bot. L'aggiornamento è periodico e automatico e ricostruisce completamente la pagina. Se manca una persona in questa lista, sei pregato di non aggiungerla, ma accertati piuttosto che la sua voce biografica contenga il template Bio e che i dati anagrafici siano correttamente compilati. Se il template Bio manca, inseriscilo tu stesso o, in alternativa, metti l'avviso {{tmp\|Bio}} che ne segnala la mancanza. Se i dati riportati sono sbagliati, correggi direttamente la voce biografica; le modifiche saranno visibili in questa lista entro pochi giorni. Per chiarimenti vedi il progetto antroponimi. La lista contiene solo le 54 persone che sono citate nell'enciclopedia e per le quali è stato implementato correttamente il template Bio. Pagina aggiornata al 17 ott 2024. |

Questa è una lista di persone presenti nell'enciclopedia che hanno il cognome Bruni, suddivise per attività principale.

## Allenatori di calcio(1)
- Luciano Bruni, allenatore di calcio e ex calciatore italiano (Livorno, n. 1960)

## Altisti(1)
- Bruno Bruni, ex altista italiano (San Vito al Tagliamento, n. 1955)

## Anatomisti(1)
- Angelo Cesare Bruni, anatomista italiano (Torino, n. 1884 - Orta San Giulio, † 1955)

## Architetti(1)
- Giuseppe Bruni, architetto e ingegnere italiano (Trieste, n. 1827 - Trieste, † 1877)

## Arcivescovi cattolici(1)
- Natale Bruni, arcivescovo cattolico italiano (Nociveglia, n. 1856 - Modena, † 1926)

## Astiste(1)
- Roberta Bruni, astista italiana (Roma, n. 1994)

## Attori(1)
- Roberto Bruni, attore italiano (Treviso, n. 1916 - Madrid, † 2013)

## Attori teatrali(1)
- Ferdinando Bruni, attore teatrale, regista teatrale e drammaturgo italiano (Gavirate, n. 1952)

## Bibliotecari(1)
- Gerardo Bruni, bibliotecario e politico italiano (Cascia, n. 1896 - Roma, † 1975)

## Calciatori(1)
- Mario Bruni, calciatore italiano

## Cantanti(1)
- Norma Bruni, cantante italiana (Bologna, n. 1913 - Milano, † 1971)

## Cantanti liriche(1)
- Gloria Bruni, cantante lirica, violinista e compositrice tedesca (Oschersleben, n. 1955)

## Cantanti lirici(1)
- Domenico Bruni, cantante lirico italiano (Fratta, n. 1758 - Fratta, † 1821)

## Cantautori(1)
- Sergio Bruni, cantautore, chitarrista e compositore italiano (Villaricca, n. 1921 - Roma, † 2003)

## Cantautrici(1)
- Carla Bruni, cantautrice, attrice e supermodella italiana (Torino, n. 1967)

## Chimici(1)
- Giuseppe Bruni, chimico e politico italiano (Parma, n. 1873 - Fossadello di Caorso, † 1946)

## Ciclisti su strada(1)
- Dino Bruni, ex ciclista su strada italiano (Portomaggiore, n. 1932)

## Compositori(1)
- Antonio Bartolomeo Bruni, compositore, violinista e direttore d'orchestra italiano (Cuneo, n. 1757 - Cuneo, † 1821)

## Condottieri(1)
- Baldaccio d'Anghiari, condottiero italiano (Anghiari - Firenze, † 1441)

## Economisti(2)
- Luigino Bruni, economista, saggista e giornalista italiano (Ascoli Piceno, n. 1966)
- Tommaso Bruni, economista e scrittore italiano (Francavilla al Mare, n. 1838 - Francavilla al Mare, † 1911)

## Funzionari(1)
- Matteo Bruni, funzionario britannico (Winchester, n. 1976)

## Gesuiti(1)
- Bruno Bruni, gesuita e missionario italiano (Civitella del Tronto, n. 1590 - Tembién, † 1640)

## Giuristi(2)
- Francesco Bruni, giurista e giudice italiano (San Severino Marche - † 1510)
- Matteo Bruni, giurista italiano (Rimini, n. 1503 - Rimini, † 1575)

## Insegnanti(1)
- Riccardo Bruni, insegnante italiano (Torino, n. 1956 - Torino, † 2023)

## Linguisti(1)
- Francesco Bruni, linguista, storico della letteratura e italianista italiano (Perugia, n. 1943)

## Matematici(1)
- Teofilo Bruni, matematico, astronomo e presbitero italiano (Verona, n. 1569 - Vicenza, † 1638)

## Mezzofondisti(1)
- Ferruccio Bruni, mezzofondista italiano (Camisano Vicentino, n. 1899 - Santa Fe, † 1971)

## Mountain biker(1)
- Loïc Bruni, mountain biker francese (Nizza, n. 1994)

## Nuotatrici(1)
- Rachele Bruni, nuotatrice italiana (Firenze, n. 1990)

## Pallanuotisti(1)
- Lorenzo Bruni, pallanuotista italiano (Prato, n. 1994)

## Partigiani(1)
- Bruno Bruni, partigiano italiano (Roma, n. 1923 - Monte San Giovanni in Sabina, † 1944)

## Piloti automobilistici(1)
- Gianmaria Bruni, pilota automobilistico italiano (Roma, n. 1981)

## Pittori(3)
- Bruno d'Arcevia, pittore italiano (Arcevia, n. 1946)
- Domenico Bruni, pittore italiano (Brescia, n. 1591 - Brescia, † 1666)
- Fëdor Antonovič Bruni, pittore russo (Mosca, n. 1800 - San Pietroburgo, † 1875)

## Pittrici(1)
- Rosa Agnese Bruni, pittrice, poetessa e letterata italiana (Orvieto)

## Poeti(1)
- Antonio Bruni, poeta italiano (Manduria, n. 1593 - Roma, † 1635)

## Politici(10)
- Emidio Bruni, politico e partigiano italiano (Ascoli Piceno, n. 1928 - Pesaro, † 2014)
- Francesco Bruni, politico italiano (Firenze, n. 1315 - † 1385)
- Francesco Bruni, politico italiano (Lecce, n. 1964)
- Francesco Bruni, politico italiano (Capodimonte, n. 1929 - † 2024)
- Giovanni Bruni, politico italiano (Chiari, n. 1938 - Brescia, † 2022)
- Leonardo Bruni, politico, scrittore e umanista italiano (Arezzo, n. 1370 - Firenze, † 1444)
- Ottavio Bruni, politico italiano (Acquaro, n. 1944)
- Roberto Bruni, politico italiano (Bergamo, n. 1949 - Bergamo, † 2019)
- Sandro Bruni, politico italiano (Zerbolò, n. 1943)
- Stefano Bruni, politico italiano (Como, n. 1961)

## Rapper(1)
- Side Baby, rapper italiano (Roma, n. 1994)

## Sceneggiatori(1)
- Francesco Bruni, sceneggiatore e regista italiano (Roma, n. 1961)

## Velisti(2)
- Francesco Bruni, velista italiano (Palermo, n. 1973)
- Gabriele Bruni, velista italiano (Palermo, n. 1974)

## Vescovi cattolici(1)
- Francesco Bruni, vescovo cattolico italiano (Bisceglie, n. 1802 - Lecce, † 1863)